# Вудборн-Хајд Парк (Охајо)
Вудборн-Хајд Парк (енгл. Woodbourne-Hyde Park) град је у америчкој савезној држави Охајо.

## Демографија
По попису из 2000. године број становника је 7.910.
| Група             | 2000.         | 2010.    |
| Белци             | 7.549 (95,4%) | 0 (0,0%) |
| Афроамериканци    | 80 (1,0%)     | 0 (0,0%) |
| Азијати           | 146 (1,8%)    | 0 (0,0%) |
| Хиспаноамериканци | 63 (0,8%)     | 0 (0,0%) |
| Укупно            | 7.910         | 0        |